# Landouria pakidulan
Landouria pakidulan — вид наземних черевоногих молюсків родини каменідів (Camaenidae). Описаний у 2019 році.

## Поширення
Ендемік Індонезії. Поширений на невеликому острові Нуса Камбанган біля південного узбережжя острова Ява.